# Liste der Monuments historiques in Chevroux (Ain)
Die Liste der Monuments historiques in Chevroux (Ain) führt die Monuments historiques in der französischen Gemeinde Chevroux auf.

## Liste der Bauwerke
| Bezeichnung               | Beschreibung                  | Standort            | Kennzeichnung | Schutzstatus | Datum | Bild           |
| ------------------------- | ----------------------------- | ------------------- | ------------- | ------------ | ----- | -------------- |
| Bauernhof in La Bourlière | Erbaut ab dem 11. Jahrhundert | La Bourlière (Lage) | PA00116379    | Inscrit      | 1925  | weitere Bilder |
| Bauernhof in Le Mont      |                               | Le Mont (Lage)      | PA00116380    | Classé       | 1980  | weitere Bilder |

## Liste der Objekte
- Monuments historiques (Objekte) in Chevroux (Ain) in der Base Palissy des französischen Kultusministeriums